# Nuoto ai Giochi della V Olimpiade - 200 metri rana maschili
La gara dei 200 metri rana maschili dei Giochi di Stoccolma 1912 venne disputata tra il 7 e il 10 luglio; vi parteciparono 24 atleti provenienti da 11 nazioni.
Il vincitore del titolo olimpico fu il tedesco Walter Bathe, che precedette sul podio i suoi connazionali Willy Lützow e Paul Malisch.

## Primo turno
- Batteria 1

| Pos. | Atleta           | Nazione     | Tempo  | Note |
| ---- | ---------------- | ----------- | ------ | ---- |
| 1    | Willy Lützow     | Germania    | 3'07"4 | Q,   |
| 2    | Thor Henning     | Svezia      | 3'14"0 | Q    |
| 3    | Lennart Lindroos | Finlandia   | 3'16"6 | Q    |
| 4    | Frank Schryver   | Australasia | 3'24"0 |      |

- Batteria 2

| Pos. | Atleta          | Nazione   | Tempo  | Note |
| ---- | --------------- | --------- | ------ | ---- |
| 1    | Paul Malisch    | Germania  | 3'08"8 | Q    |
| 2    | Arvo Aaltonen   | Finlandia | 3'13"0 | Q    |
| 3    | Nils Andersson  | Svezia    | 3'20"6 |      |
| 4    | Josef Wastl     | Austria   | 3'25"6 |      |
| 5    | Georgy Baimakov | Russia    | 3'29"0 |      |

- Batteria 3

| Pos. | Atleta           | Nazione       | Tempo  | Note |
| ---- | ---------------- | ------------- | ------ | ---- |
| 1    | Carlyle Atkinson | Gran Bretagna | 3'12"0 | Q    |

- Batteria 4

| Pos. | Atleta             | Nazione       | Tempo  | Note |
| ---- | ------------------ | ------------- | ------ | ---- |
| 1    | Walter Bathe       | Germania      | 3'03"4 | Q,   |
| 2    | Percy Courtman     | Gran Bretagna | 3'09"8 | Q    |
| 3    | Fredrik Löwenadler | Svezia        | 3'22"2 |      |
| -    | Mike McDermott     | Stati Uniti   | -      | SQ   |

- Batteria 5

| Pos. | Atleta           | Nazione       | Tempo  | Note |
| ---- | ---------------- | ------------- | ------ | ---- |
| 1    | Félicien Courbet | Belgio        | 3'12"6 | Q    |
| 2    | Pontus Hanson    | Svezia        | 3'14"2 | Q    |
| -    | George Innocent  | Gran Bretagna | -      | SQ   |
| -    | Audun Rusten     | Norvegia      | -      | SQ   |

- Batteria 6

| Pos. | Atleta           | Nazione   | Tempo  | Note |
| ---- | ---------------- | --------- | ------ | ---- |
| 1    | Oszkár Demján    | Ungheria  | 3'07"8 | Q    |
| 2    | Harald Julin     | Svezia    | 3'12"8 | Q    |
| 3    | Herman Cederberg | Finlandia | 3'18"6 |      |
| 4    | Vilhelm Lindgrén | Finlandia | 3'21"2 |      |
| 5    | Sven Hanson      | Svezia    | 3'24"4 |      |
| 6    | Oscar Hamrén     | Svezia    | ?      |      |

## Semifinali
- Batteria 1

| Pos. | Atleta           | Nazione       | Tempo  | Note |
| ---- | ---------------- | ------------- | ------ | ---- |
| 1    | Paul Malisch     | Germania      | 3'09"6 | Q    |
| 2    | Thor Henning     | Svezia        | 3'10"4 | Q    |
| 3    | Harald Julin     | Svezia        | 3'10"6 |      |
| 4    | Lennart Lindroos | Finlandia     | 3'11"6 |      |
| 5    | Carlyle Atkinson | Gran Bretagna | 3'15"2 |      |
| 6    | Arvo Aaltonen    | Finlandia     | 3'17"0 |      |

- Batteria 2

| Pos. | Atleta           | Nazione       | Tempo  | Note |
| ---- | ---------------- | ------------- | ------ | ---- |
| 1    | Walter Bathe     | Germania      | 3'02"2 | Q,   |
| 2    | Willy Lützow     | Germania      | 3'04"4 | Q    |
| 3    | Percy Courtman   | Gran Bretagna | 3'09"4 | Q    |
| 4    | Oszkár Demján    | Ungheria      | 3'11"2 |      |
| 5    | Félicien Courbet | Belgio        | 3'11"6 |      |
| -    | Pontus Hanson    | Svezia        | -      | DNF  |

## Finale
| Pos.    | Atleta         | Nazione       | Tempo  | Note            |
| ------- | -------------- | ------------- | ------ | --------------- |
| Oro     | Walter Bathe   | Germania      | 3'01"8 | Record olimpico |
| Argento | Willy Lützow   | Germania      | 3'05"0 |                 |
| Bronzo  | Paul Malisch   | Germania      | 3'08"0 |                 |
| 4       | Percy Courtman | Gran Bretagna | 3'08"8 |                 |
| -       | Thor Henning   | Svezia        | -      | DNF             |